# Aerogaviota

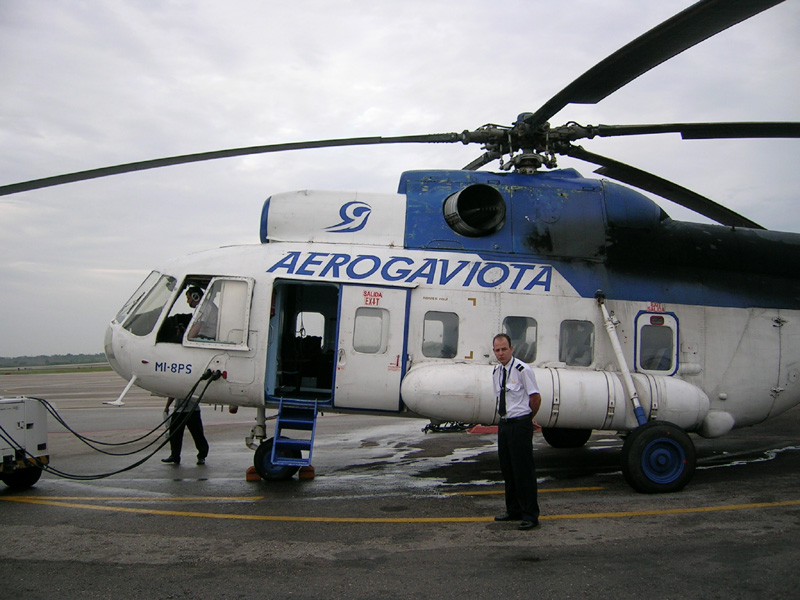
Mi-8 av Aerogaviota

Aerogaviota är ett flygbolag som hör till hotellkedjan Gaviota Tours, som ägs av Kuba.